# Seven Witches
Seven Witches är ett amerikanskt heavy metal-band från New Jersey. Bandet startades 1998 av  Jack Frost och Bobby Lucas

## Historik
Efter att ha släppt en egenfinansierad demoskiva 1998 fick man skivkontrakt med Massacre Records. Efter de två första albumen Second War in Heaven och City of Lost Souls lämnade sångaren Bobby Lucas gruppen år 2000, han ersattes av Wade Black som närmast kom från gruppen Crimson Glory. Efter det tredje albumet Xiled to Infinity and One lämnade dock även Black bandet och ny sångare blev år 2002 istället James Rivera från Helstar. Samtidigt tog Joey Vera over basgitarren efter Billy Mez. Vera hade tidigare spelat med välkända grupper som Anthrax och Armored Saint.
Med Rivera som sångare gjorde Seven Witches sina två mest framgångsrika skivor, Passage to the Other Side and Year of the Witch, innan det blev dags att återigen söka efter en ny sångare då Rivera återgick till sitt tidigare band Helstar 2005. I juni samma år tog Alan Tecchio (från grupper som Hades och Watchtower) över sångmikrofonen. Seven Witches släppte sedan albumet Deadly Sins 2007. Förre basisten Joey Vera mixade albumet, men hade ersatts av Kevin Bolembach i bandet. Vera och Bolembach hade tidigare spelat tillsammans i bandet Non-Fiction 1991-96.
När bandet tioårsjubilerade år 2010 återförenades man med sångaren James Rivera för en ”10th Anniversary Tour”.

## Medlemmar

### Nuvarande medlemmar
- Jack Frost – gitarr (1998– )
- Ronnie Parkes – basgitarr (2012– )
- Johnny Kelly – trummor (2012– )
- Anthony Cross – sång (2012– )

### Tidigare medlemmar
Sång
- Bobby Lucas – (1998–2000)
- Wade Black – (2000–2002)
- James Rivera – (2002–2005, 2007–2011)
- Alan Tecchio – (2005–2007, 2001–2012)

Basgitarr
- Larry Montozzi – (1998)
- Billy Mez – (1998–2002)
- Joey Vera – (2002–2004)
- Dennis Hayes – (2004–2005)
- Kevin Bolembach – (2005–2008)
- Michael Lepond – (2008–2011)

Trummor
- Brian Vincent – (1998–2000)
- John Osborn – (2000–2001)
- Brian Craig – (2001–2004)
- Craig Anderson – (2004)
- Jeff Curenton – (2004–2006)
- Steve Delaney – (2006–2008)
- Taz Marazz – (2011–2012)

### Turnerande medlemmar
- Glen Monturi – trummor (2013– )
- Paul Marciano – trummor (2011–2012)

## Diskografi
Studioalbum
- Second War in Heaven (1999)
- City of Lost Souls (2000)
- Xiled to Infinity and One (2002)
- Passage to the Other Side (2003)
- Year of the Witch (2004)
- Amped (2005)
- Deadly Sins (2007)
- Call Upon the Wicked (2011)
- Rebirth (2013)

Video
- Years of the Witch (DVD) (2007)